# Union pour le progrès national
Ne doit pas être confondu avec Union pour le progrès national (Guinée).
L’Union pour le progrès national (UPRONA) est un parti politique nationaliste du Burundi à majorité Tutsi. Fondé en 1958, il fut un acteur majeur de l'indépendance du pays mais perd de son influence après la fin de la guerre civile.

## Fondation de l'UPRONA
Son fondateur, Louis Rwagasore, fils du mwami Mwambutsa IV, occupa brièvement le poste de Premier ministre, du 29 septembre au 13 octobre 1961, où il mourut assassiné. Jusqu'en 1965, le parti fut également soutenu par les Hutu : trois de ses membres Hutu furent Premiers ministres.
Michel Micombero, arrivé au pouvoir en 1966 à la suite d'un coup d'État, prit alors la tête de l'UPRONA, qui devint un pilier de la dictature militaire qui dirigea le pays à partir de 1987. Cette dictature était dirigée par Pierre Buyoya, un Tutsi membre de l'UPRONA qui avait renversé le président Jean-Baptiste Bagaza, au pouvoir depuis 1976.
Pierre Buyoya dirigea la junte de 1987 à 1993, puis revint au pouvoir de 1996 à 2003.

## Intermède démocratique
Une constitution ayant été instaurée au Burundi en 1992, avec l'approbation de Pierre Buyoya, une élection présidentielle fut organisée en 1993 : elle porta au pouvoir Melchior Ndadaye, un hutu membre du Front pour la démocratie du Burundi (FRODEBU). Celui-ci nomma premier ministre Sylvie Kinigi, une tutsi de l'UPRONA. 
Sylvie Kinigi considéra sa mission de réconciliation nationale entre les deux communautés Hutu et Tutsi comme hautement prioritaire.

## Guerre civile
Le 21 octobre 1993, le président Ndadaye fut assassiné dans le palais présidentiel avec six de ses ministres. Ce fut le point de départ d'une terrible guerre civile. Sylvie Kinigi dut alors assumer de facto l'intérim de chef de l'État du Burundi du 27 octobre 1993 au 5 février 1994.
Un nouveau président, Cyprien Ntaryamira du FRODEBU, arriva au pouvoir le 5 février 1994. Il mourut deux mois plus tard, le 6 avril 1994, dans l'attentat contre l'avion du président rwandais Juvénal Habyarimana.
Un gouvernement de coalition fut institué avec Sylvestre Ntibantunganya, mais qui ne put ramener la paix.
Pierre Buyoya reprit à nouveau le pouvoir en 1996 et la guerre civile se poursuivit.

## Élections de 2005
Après l'accord de paix d'Arusha conclu en 2000, Pierre Buyoya cède le 30 avril 2003 la place à Domitien Ndayizeye du Front pour la démocratie du Burundi (FRODEBU, à majorité Hutu). L'UPRONA recueille 7,2 % des voix aux élections législatives de 2005 et remporte 15 des 118 sièges.
Les élections de 2005 portent au pouvoir le président Pierre Nkurunziza et son parti anciennement rebelle, le Conseil national pour la défense de la démocratie-Forces de défense de la démocratie (CNDD-FDD), qui a l'ambition d'être multi-ethnique.

## Élections de 2020
Gaston Sindimwo est le candidat de l'UPRONA à l'élection présidentielle du 20 mai 2020. Il arrive en troisième position avec 1,6 % des voix. Le même jour se déroulent les élections législatives où l'UPRONA obtient 2,4 % des voix et 2 sièges sur les 121 que compte l'Assemblée nationale,.

## Président de l'UPRONA
- André Nugu (1958 - 1960)
- Rufuruguta (1960 - 1961)
- André Nugu (1961-1962)
- Joseph Bamina (1962 - 1965)
- Albin Nyamoya (1965 - 1966)
- Michel Micombero (1966 - 1976)
- Jean-Baptiste Bagaza (1976 - 1987)
- Pierre Buyoya (1987 - 1991)
- Nicolas Mayugi (1991 - 1994)
- Charles Mukasi (1994 - 1998)
- Luc Rukingama (1998 - 2002)
- Alphonse Kadege (2002 - 2003)
- Jean-Baptiste Manwangari (2003 - 2006)
- Aloys Rubuka (2006 – 2009)
- Bonaventure Niyoyankana (2009 – 2012)
- Charles Nditije (2012-2014)
- Concilie Nibigira (2014 – 2016)
- Abel Gashatsi (depuis 2016)